# 畑山村
畑山村（はたやまむら）は、高知県安芸郡にあった村。現在の安芸市の北西部、安芸川の上流域にあたる。

## 地理
- 山岳：三辻森、五位ヶ森
- 河川：安芸川、畑山川、尾川川

## 歴史
- 1889年（明治22年）4月1日 - 町村制の施行により、栃木村・小谷村・安芸ノ川村・尾川村・畑山村の区域をもって発足。
- 1954年（昭和29年）8月1日 - 安芸町・伊尾木村・川北村・東川村・井ノ口村・土居村・赤野村と合併して安芸市が発足。同日畑山村廃止。